# Kanangra Falls
Kanangra Falls – wodospad położony w Australii (Nowa Południowa Walia)  w Górach Błękitnych. Wodospad jest na rzece Kanangra Creek  i ma wysokość 225 metrów. Wodospad leży na terenie parku Kanangra Boyd National Park.